# Mallnitzbach
Mallnitzbach är ett vattendrag i Österrike.   Det ligger i förbundslandet Kärnten, i den centrala delen av landet, 280 km sydväst om huvudstaden Wien.
I omgivningarna runt Mallnitzbach växer i huvudsak barrskog. Runt Mallnitzbach är det ganska glesbefolkat, med 29 invånare per kvadratkilometer.